# Grand Prix de San José
Le Grand Prix de San José est une course cycliste d'un jour, organisée au Costa Rica. Créée en 2016, l'épreuve fait partie de l'UCI America Tour en catégorie 1.2.

## Palmarès
| Année | Vainqueur     | Deuxième       | Troisième        |
| ----- | ------------- | -------------- | ---------------- |
| 2017  | Pablo Alarcón | Daniel Bonilla | Román Villalobos |